# گوران سانکووچ
گوران سانکووچ (انگلیسی: Goran Sankovič؛ زادهٔ ۱۸ ژوئن ۱۹۷۹ – ۴ ژوئن ۲۰۲۲) یک بازیکن فوتبال بازنشسته اهل اسلوونی بود.

## باشگاهی
از باشگاه‌هایی که در آن بازی کرده‌است می‌توان به اسلاویا پراگ اشاره کرد.
وی همچنین در تیم ملی فوتبال اسلوونی بازی کرده‌است و در عضو این تیم در جام جهانی فوتبال ۲۰۰۲ بوده‌است.